# 로리이끼쥐
로리이끼쥐(Pseudohydromys eleanorae)는 쥐과에 속하는 설치류의 일종이다. 파푸아뉴기니의 토착종이다. 2009년에 처음 기술되었다.

## 특징
로리이끼쥐는 작은 설치류로 꼬리 길이 89~92mm를 제외한 몸길이가 94~103mm이다. 동부땃쥐쥐(Pseudohydromys murinus)의 겉모습과 유사하지만 구별되는 수많은 특징이 있다. 털은 짧고 무성하다. 등 쪽과 배 쪽 털은 회색이다. 다리 등 부분은 작은 은색 털로 덮여 있다. 짧은 콧수염과 작은 눈을 갖고 있다. 꼬리는 갈색을 띠고, 끝이 희다.

## 서식지
파푸아뉴기니 섬 심부 주 비스마르크 산맥과 하겐 산맥의 해발 2,740m와 3,050m 사이에서 발견된다.